# Valerie Solanas
Valerie Jean Solanas (9 de abril de 1936 – 25 de abril de 1988) foi uma feminista radical americana conhecida pelo Manifesto SCUM, que ela mesma publicou em 1967, e por sua tentativa de assassinar o artista Andy Warhol em 1968.
Em 3 de junho de 1968, Solanas foi ao The Factory, atirou em Warhol e no crítico de arte Mario Amaya e tentou atirar no empresário de Warhol, Fred Hughes. Solanas foi acusado de tentativa de homicídio, agressão e posse ilegal de arma de fogo. Após sua libertação, ela continuou a promover o Manifesto SCUM.

## Biografia
Ela nasceu em Ventnor City, New Jersey, filha de Louis Solanas e Dorothy Biondi (ou Moran). Seu pai era um barman e sua mãe uma assistente de dentista ou enfermeira. Ela tinha uma irmã mais nova, Judith A. Solanas Martinez.
Valerie Solanas afirmava que frequentemente sofria abuso sexual nas mãos de seu pai. Quando ela tinha 11 anos os pais se divorciaram e Valerie mudou-se com a mãe para Washington D.C. Pouco tempo depois do divórcio sua mãe se casou novamente, mas Valerie não gostava do padrasto e se rebelou contra sua mãe, tornando-se ociosa. Quando criança, ela escrevia insultos para as crianças usarem umas com as outras, pelo custo de um centavo. Na escola, ela bateu em um menino que estava incomodando uma menina mais nova, e também bateu em uma freira. Por causa de seu comportamento rebelde, a mãe mandou-a para morar com seu avô em 1949. Solanas afirmou que o avô era um alcoólatra violento que a agredia constantemente.
Quando fez 15 anos, o avô a expulsou de casa, deixando-a nas ruas. Apesar disso, ela se formou na escola e em um curso de psicologia, pela Universidade de Maryland, College Park. Enquanto esteve na universidade, ela trabalhou apresentando um programa de rádio onde dava conselhos sobre como mulheres deveriam fazer para combater os homens. Ela também foi abertamente uma lésbica, apesar do clima cultural conservador dos anos 1950. Fez quase um ano na Escola de Graduação em Psicologia da Universidade de Minnesota, onde ela publicou dois artigos [carece de fontes?] e trabalhou no departamento de psicologia do laboratório de pesquisa animal, antes de sair e mudar-se para Berkeley para assistir alguns cursos, quando ela começou a escrever o SCUM Manifesto.
Na metade dos anos 1960, Valerie se sustentou como mendiga e prostituta e viajou pelo país até chegar em Greenwich Village em 1965. Nesse mesmo ano ela escreveu um artigo autobiográfico intitulado A Young Girl's Primer on How to Attain the Leisure Class e a peça de teatro Up Your Ass, sobre uma mendiga e prostituta que odiava os homens. Em uma versão, uma mulher assassina um homem e em outra, essa mulher assassina seu filho. O artigo foi publicado na revista masculina Cavalier em 1966. Up Your Ass permanece não publicada, mas seu roteiro pode ser encontrado no museu de Andy Warhol e seu scan circula na internet.
Em 1967, Valerie encontrou Andy Warhol fora de seu estúdio, The Factory, e pediu-lhe para produzir sua peça. Intrigado pelo título, Warhol fica com o roteiro para revisá-lo. O roteiro da peça de Solanas nunca lhe foi devolvido. Valerie começou a fazer ligações para Warhol, exigindo-lhe a devolução do roteiro de Up Your Ass. Quando Warhol admitiu que o tinha perdido, ela começou a exigir dinheiro como compensação. Warhol não restitui Solanas, mas em vez disso lhe ofereceu um papel em uma cena de seu filme I, a Man, na qual a escritora discute com o personagem principal (interpretado por Tom Baker) na escada de um edifício. Solanas domina o diálogo, conduzindo a seu desconcertado colega por uma conversa sobre "bundas macias", "peitos masculinos" e "instinto lésbico". Finalmente abandona a cena dizendo: "Tenho que ir bater meu bife". Em seu livro Popism, Warhol escreveu que considerava Solanas uma pessoa interessante e divertida, mas que o fato dela começar a ameaçá-lo, fez com que decidisse se afastar dela.
Nesse mesmo ano, Valerie Solanas concluiu e autopublicou seu trabalho mais conhecido, o SCUM Manifesto, um livreto que propõe a destruição dos homens como meio de criar um mundo melhor e de libertação para as mulheres. Alguns autores consideram o manifesto uma obra satírica e uma paródia do patriarcado, outros acreditam que ele concebido para ser tomado literalmente. De acordo com James Harding, Solanas se descreveu como "uma propagandista social", mas ela negou que sua obra era uma "provocação", "enganação", ou uma "brincadeira", e insistiu que sua intenção era "muito séria". Curiosamente, o acrônimo "Society for Cutting Up Men" (Sociedade para Eliminar os Homens), como é conhecida a obra mais famosa de Valerie Solanas, foi adicionado posteriormente ao título do livro pelo editor dela, Maurice Girodias, e essa sigla não aparece em nenhum momento no manifesto em si.
O uso original do termo "SCUM" (escória) por Solanas era para criticar a situação degradada das mulheres, às quais ela se refere ironicamente como "SCUM", dentro de um sistema de valores sociais construídos pelos homens. Segundo declarou uma vez, o SCUM consiste em um recurso literário, mais como um "estado da mente", onde as mulheres que pensam de certa maneira estão no SCUM, e os homens que pensam de certa maneira estão nos auxiliares de SCUM. De fato, SCUM nunca teve uma organização formal, a autora chegou a formar um fórum público de SCUM onde apareceram cerca de 40 pessoas, a maior parte homens que ela caracterizou como "asquerosos" e "masoquistas". Porém, o manifesto fez com que Solanas ganhasse simpatizantes feministas, que viram em seu texto um chamado à ação contra os homens e uma fonte de reflexão.
O SCUM Manifesto seria publicado pela Olympia Press em 1968, uma editora de propriedade de Maurice Girodias. No contrato, Girodias solicitou que Solanas lhe "desse o seu próximo escrito, e outros escritos", depois que ele deu a ela $500. Ela entendeu que isso significava que Girodias iria possuir todo seu trabalho. Ela disse a Paul Morrissey que "tudo o que escrevo será dele. Ele fez isso comigo, ele me ferrou!" Solanas pretendia escrever um romance baseado no SCUM Manifesto, e acreditava que havia uma conspiração por trás de Warhol não devolver o roteiro de Up Your Ass, acreditando que ele estava coordenado com Girodias para roubar o seu trabalho e usá-lo eles mesmos. Naquela primavera, Solanas foi até o escritor Paul Krassner pedindo por dinheiro, dizendo-lhe que tinha a intenção de atirar em Girodias. Krassner lhe deu $50 e ela comprou uma pistola calibre 32 automática.

## Tentativa de assassinato de Andy Warhol
No dia 3 de Junho de 1968, às 9:00, Solanas chegou ao Hotel Chelsea, onde Girodias vivia. Ela perguntou por ele na recepção, e foi dito que ele tinha ido embora para o fim de semana. Ela permaneceu no hotel por três horas antes de visitar o escritório da Grove Press, onde perguntou por Barney Rosset, que não estava lá. Por volta do meio-dia, Solanas chegou a The Factory e esperou por Warhol na área central. Após subir ao estúdio no elevador junto com ele, ergueu uma arma e atirou em Warhol três vezes, acertando apenas uma. Depois atirou em Mario Amaya, um crítico de arte e tentou atirar também no gerente de Warhol, Fred Hughes, mas sua arma emperrou. Hughes sugeriu que entrasse no elevador, e ela entrou, deixando o prédio. Warhol teve dificuldades, mas sobreviveu, embora nunca tenha se recuperado por completo.
Naquela tarde, Solanas se entregou à polícia e foi acusada de tentativa de assassinato e posse de arma letal. Ela afirmava que Warhol tinha "muito controle sobre a vida dela" e que ele queria roubar seu trabalho. Declarou-se culpada e recebeu uma sentença de três anos num hospital psiquiátrico. Um psiquiatra a avaliou e concluiu que ela sofria de uma "reação esquizofrênica, do tipo paranoide com marcas de depressão e potencial suficiente para agir". Warhol recusou-se a testemunhar contra ela.
O ataque de Solanas teve um profundo impacto em Warhol e sua arte, assim como The Factory aumentou sua segurança. Pelo resto da vida, Warhol viveu com medo de que Solanas fosse atacá-lo novamente. Enquanto seus amigos guardavam rancor de Solanas, Warhol preferiu não mencioná-la. O evento teve muito pouca publicidade devido ao assassinato de Robert Kennedy nesse mesmo mês.

## Após a tentativa de assassinato e feministas a favor de Valerie
Enquanto Valerie Solanas esteve na prisão, a feminista Robin Morgan, redatora da Ms. Magazine, se manifestou para que ela fosse liberta. Em uma ocasião ela leu o SCUM Manifesto em frente à prisão, numa demonstração de solidariedade. Outras feministas também a apoiaram por meio de publicações em jornais e movimentos nas ruas. Mesmo assim ela permaneceu detida por três anos. Ti-Grace Atkinson, na época presidente nova-iorquina da Organização Nacional para as Mulheres (NOW), a descreveu como "a primeira vitoriosa defensora da libertação feminina" e "uma 'heroína' do movimento feminista". Atkinson, radicalizada pela leitura do manifesto, se inspirou a deixar a NOW, uma organização reformista, rompendo com o feminismo moderado. Florynce Kennedy, outra ex-membro da NOW, representou Solanas no julgamento, chamando-a de "uma das principais porta-vozes do movimento feminista". Rosalyn Baxandall chamou Valerie Solanas de "a Victoria Woodhull do nosso movimento". Norman Mailer a chamou de "Robespierre do feminismo".
A visão de Solanas arrebatou algumas feministas e seu manifesto inspirou muitas à ação, incluindo Roxanne Dunbar-Ortiz, que se mudou para Boston e lançou uma "frente de libertação feminina". Segundo elas o manifesto consistia em uma chamada a combater o feminismo pragmático, sendo extremamente influente no surgimento e difusão de uma cultura de mulheres e no separatismo lésbico, ou seja, precursor do feminismo cultural. Depois do SCUM muitas outras publicações feministas, raivosas e provocativas tomaram coragem e começaram a aparecer, assim como inspirou o surgimento de organizações radicais como a Cell 16 (célula 16), dedicada à desaparição dos homens, ao celibato e à auto-defesa feminista por meio do karatê, em 1968. Outras feministas, no entanto, achavam as ideias de Solanas muito polêmicas, politicamente ingênuas e sua linguagem quase pornográfica. A professora de inglês Dana Heller argumenta que Solanas foi "muito consciente das organizações feministas e do ativismo", mas que ela "se recusou a participar do que ela muitas vezes descreveu como 'um clube de almoço de desobediência civil'". Heller afirma ainda que Solanas "rejeitou a corrente dominante do feminismo liberal por sua adesão cega a códigos 'culturais' de polidez e decoro 'feminino' que o SCUM Manifesto identifica como fonte do status social rebaixado das mulheres."
Valerie foi posta em liberdade em setembro de 1971 e presa de novo em novembro do mesmo ano por enviar cartas ameaçadoras para várias pessoas, entre as quais se encontrava novamente, Andy Warhol. Depois de sua saída da prisão, após ser culpada de ameaças e tentativa de assassinato, Valerie foi considerada como uma mártir por algumas feministas. Em seus últimos anos passou por depressões e esteve longas temporadas em hospitais psiquiátricos. Morreu em um hotel de São Francisco em 26 de abril de 1988, aos 52 anos, de enfisema pulmonar e pneumonia. Em 2000, a peça estreou em São Francisco, apenas algumas quadras de distância do hotel onde Valerie Solanas morreu.

## O legado de Valerie Solanas

### Valerie Solanas na cultura popular
- A vida de Solanas tem sido o foco de inúmeras apresentações, filmes, composições musicais e publicações. Em 1996, foi filmado o filme I Shot Andy Warhol, baseado na vida de Solanas e protagonizado por Lili Taylor como Valerie Solanas e Jared Harris como Andy Warhol.
- O amigo de Warhol, Lou Reed, nunca perdoou Solanas pelo atentado, e gravou uma canção sobre ela: I Believe, para o álbum Songs for Drella.
- A banda new wave de Liverpool, Big in Japan, lançou uma música chamada S.C.U.M., que conta a história do disparo contra Andy Warhol: "From X to Y and never again" ("a partir de X para Y e nunca mais").
- Um filme de 1976 escrito e dirigido por Carole Roussopoulos e Delphine Seyrig, recebeu o nome de Scum Manifesto e mostra Seyrig lendo em voz alta o manifesto de Valerie Solanas.
- Um grupo de prog italiano, entre os mais atentos às questões sociais e alternativas dos anos sessenta e setenta, a Área, lançou em 1976 o álbum Maledetti. Uma das músicas é intitulada SCUM e o texto, interpretado por Demetrio Stratos, é o manifesto de Solanas: "Nesta sociedade, na melhor das hipóteses, a vida é um tédio sem fim..."
- O grupo Matmos, no álbum The Rose Has Teeth in the Mouth of a Beast, incluiu uma canção intitulada Tract for Valerie Solanas, que tem excertos do SCUM Manifesto.[9]
- A escritora Sara Stridsberg recebeu em 2007 o Prêmio da literatura do Conselho Nórdico por sua biografia semi-fictícia da vida de Valerie Solanas intitulada The Dream Faculty.
- Em 1999 a peça Up Your Ass de Valerie Solanas foi re-descoberta e produzida em 2000 por George Coates Performance Works em São Francisco. Coates transformou a peça em um musical, estrelado por um elenco de mulheres. Coates aprendeu sobre Up Your Ass, quando visitou uma exposição no Museu Andy Warhol, que marcou o 30º aniversário do tiroteio. A cópia que Warhol tinha perdido foi descoberta dentro de um baú de equipamentos de iluminação que foi possuído por Billy Name. Coates consultou a irmã de Solanas, Judith, ao escrever a peça, e procurou criar uma "humorista muito engraçada" a partir de Solanas, não apenas mostrando ela como a quase assassina de Warhol.
- A compositora Pauline Oliveros lançou em 1970 um trabalho intitulado To Valerie Solanas and Marilyn Monroe in Recognition of Their Desperation ("Para Valerie Solanas e Marilyn Monroe, em Reconhecimento do Seu Desespero", em tradução livre). Através do trabalho, Oliveros procurou explorar como "Ambas as mulheres pareciam estar desesperadas e presas nas armadilhas da desigualdade: Monroe precisava ser reconhecida por seu talento como atriz. Solanas desejava ser apoiada por seu próprio trabalho criativo."
- A banda belga indie The Valerie Solanas escolheu seu nome como uma referência a Solanas, afirmando jocosamente serem "os únicos sobreviventes do mundo de Amazonas de Valerie Solanas".
- O grupo Ducks possui em seu álbum "Ding Ding Ding" uma faixa intitulada "Homo Inferior" que apresenta citações de trechos do SCUM Manifesto e cuja letra é totalmente baseada no manifesto de Solanas e na sua peça de teatro "Up Your Ass".
- Foi interpretada por Lena Dunham na sétima temporada de American Horror Story, Cult, no episodio "Valerie Solanas Died For Your Sins: Scumbag".[10][11]

### Influência e Análise
Solanas solidificou seu papel como uma figura cult com a publicação do SCUM Manifesto e sua tentativa de assassinar Andy Warhol. James Martin Harding, em Cutting Performances, explicou que, ao declarar-se independente de Andy Warhol, depois de sua prisão, ela se tornou um símbolo da "rejeição avant-garde das estruturas tradicionais do teatro burguês", e Harding explicou que sua atitude e ações anti-patriarcais empurraram a "vanguarda em direções radicalmente novas." Harding acredita que a tentativa de Solanas de assassinar Warhol era o seu próprio desempenho teatral. No tiroteio, deixou para trás um saco de papel em que ela carregava sua arma. Ela deixou a sacola sobre uma bancada da Factory, e ela carregava o seu livro de endereços e um absorvente. Harding afirmou que deixar para trás o absorvente fazia parte da performance, e chamou a "atenção para experiências femininas básicas que eram publicamente tabu e tacitamente elididas dentro de círculos de vanguarda".
A Prof. Dana Heller disse que a autora tinha uma "visão social anárquica" e o SCUM Manifesto tinha "teorias quase utópicas" e uma "visão utópica de um mundo em que a automatização e os sistemas de (re)produção em massa tornarão o trabalho, o intercurso sexual e o sistema monetário obsoletos". De acordo com a revisora do Village Voice B. Ruby Rich, "SCUM era uma visão global firme, inflexível" que criticava os homens por muitas falhas, incluindo a guerra e não curar a doença; muitos, mas nem todos os pontos, eram "bastante precisos"; alguns tipos de mulheres também foram criticados, sujeitos à mudança das mulheres quando os homens não estão por perto; e o sexo (como em sexualidade) foi criticado como "explorador". Heller argumentou que o Manifesto mostra a separação das mulheres em relação aos recursos econômicos e culturais básicos e, por causa da subordinação psicológica aos homens, a perpetuação feminina dessa separação. Robert Marmorstein do Village Voice disse que a principal mensagem do SCUM incluía que "os homens arruinaram a mundo" e "não são mais necessários (mesmo biologicamente)". Jansen disse que Solanas considerava os homens "biologicamente inferiores". De acordo com Laura Winkiel, o Manifesto quer que o capitalismo heterossexual seja derrubado e os meios de produção assumidos pelas mulheres. Rich e Jansen disseram que a tecnologia e a ciência seriam bem-vindas no futuro.
A filósofa feminista Avital Ronell comparou Solanas a uma série de pessoas: Lizzie Borden, Lorena Bobbitt, Aileen Wuornos, uma "garota Nietzsche", Medusa, o Unabomber, Antígona e Medeia. Ronell acredita que Solanas foi ameaçada pelas mulheres "hiper-femininas" da Factory que Warhol gostava e se sentia só por causa da rejeição que sentia devido a sua própria androginia. Ela acredita que Solanas estava à frente de seu tempo, vivendo em um período antes das feministas e lésbicas revolucionárias, como as Guerilla Girls e as Lesbian Avengers. Solanas também tem sido creditada como instigadora do feminismo radical, e Catherine Lord escreveu que "o movimento feminista não teria acontecido sem Valerie Solanas." Lord acredita que a reedição do SCUM Manifesto e o repúdio à Solanas por "políticos da liberação feminina" desencadeou uma onda de publicações feministas radicais. Como as ativistas da liberação das mulheres negaram odiar os homens, Vivian Gornick afirma que um ano mais tarde, as mesmas mulheres mudariam suas histórias, desenvolvendo a primeira onda do feminismo radical.